# 基桑加區
12°26′09″S 40°29′47″E / 12.4359°S 40.4965°E

基桑加區（葡萄牙語：Quissanga），是莫桑比克的行政區，位於該國北部，由德爾加杜角省負責管轄，首府設於基桑加，面積2,150平方公里，2015年人口40,486，人口密度每平方公里19人。